# Stevan Raičković
Stevan Raičković (srbsko Стеван Раичковић), srbski pesnik, * 5. julij 1928, Neresnica, Srbija, † 6. maj 2007, Beograd.
Osnovno šolo in gimnazijo je obiskoval v Beli Crkvi, Senti, Kruševcu in Smederevu, maturiral pa je v Subotici leta 1947. Študiral je na Filozofski fakulteti v Beogradu. Nato je bil urednik pri založbi Prosveta.
Izdal je pesniške zbirke Detinjstva (1950), Pesma tišine (1952), Balada o predvečerju (1955, 1958, tretja razširjena izdaja 1973), Kasno leto (1958), Tisa (1961), Kamena uspavanka (1963), Stihovi (1964), Prolazi rekom ladja (1967), Zapisi o crnom Vladimiru (1971) in Zapisi (1971). V tem času je izšlo tudi več izborov njegove lirike, napisal je nekaj knjig poezije in proze za otroke ter med drugim prepesnil Shakespearove Sonete.
Dobil je vrsto znanih srbskih književnih nagrad, izbori njegove lirike pa so izšli v ruščini, češčini, slovaščini, bolgarščini, makedonščini in albanščini.